# L'Empire de Kalman l'infirme
L'Empire de Kalman l'infirme est un roman de Yehuda Elberg publié en 2001 en France aux éditions Actes Sud. Il a été écrit en yiddish sous le titre de Kalman kalikes imperye et publié dans cette langue en 1983. C'est le dernier roman de son auteur. 

## Résumé
L'Empire de Kalman raconte l'histoire d'une famille juive polonaise sur quatre générations et ceci jusqu'à l'arrivée au pouvoir d'Hitler en Allemagne en 1933. Kalman, originaire de Dombrovke, est le fils d’une longue lignée de rabbins. Il parvient à survivre envers et contre tout, devenant l’homme le plus craint et le plus puissant de sa communauté et semant le désordre chez les riches comme chez les pauvres, chez les fous comme chez les sages, et même chez les Gentils. Le cheminement de Kalman  rappelle que notre intelligence nous permet rarement de percevoir la vérité qui est sous nos yeux, que les événements que nous voyons racontent une histoire différente de celle que nous croyons vivre, et que la sagesse de Dieu est toujours plus grande que Son mystère.